# Чаговец, Григорий Иванович
Григорий Иванович Чаговец (5 января 1922, Новоалександровка, Беловодский район — 16 сентября 1944, Латвия) — советский лётчик разведывательной авиации ВМФ в годы Великой Отечественной войны, Герой Советского Союза (5.11.1944, посмертно). Лейтенант (17.02.1944).

## Биография
Родился 5 января 1922 года в селе Новоалександровка ныне Беловодского района Луганской области Украины. Окончил семилетнюю школу в селе Анно-Ребриково Чертковского района Ростовской области, среднюю школу — в селе Кантемировке в 1940 году. Окончил авиационный техникум и аэроклуб в городе Таганроге Ростовской области (оба в июле 1941 года). Был членом ВЛКСМ с 1943 года.
Призван в Военно-Морской Флот в августе 1941 года. В 1943 году окончил Военно-морское авиационное училище имени И. В. Сталина (действовало в эвакуации в с. Борское Куйбышевской области). 
Младший лейтенант Григорий Чаговец — участник Великой Отечественной войны с июня 1943 года. Весь боевой путь лётчика прошёл в рядах 15-го отдельного разведывательного авиационного полка ВВС Балтийского флота.
Обеспечивал разведывательными данными командование Балтийского флота при проведении Ленинградско-Новгородской стратегической наступательной операции, Выборгско-Петрозаводской стратегической операции, Нарвской наступательной операции. Летал на самолётах Як-7 и Як-9. 
Лётчик эскадрильи 15-го отдельного разведывательного авиационного полка (ВВС Балтийского флота) лейтенант Чаговец Г. И. к сентябрю 1944 года совершил 165 боевых вылетов, в том числе 66 на аэрофотосъёмку расположения войск, 36 — на дальнюю разведку военно-морских баз, кораблей и аэродромов противника. Участвовал в 13 воздушных боях, сбил 1 вражеский самолёт. Именно Григорий Чаговец при разведке финского порта Котка 12 июля 1944 года обнаружил немецкий крейсер ПВО «Ниобе» (тогда считалось, что обнаруженный корабль является финским броненосцем береговой обороны «Вяйнямёйнен»), и участвовал в операции по его потоплению 16 июля 1944 года, выполняя наведение ударных групп бомбардировщиков на цель. В результате операции получивший несколько прямых попаданий «Ниобе» был уничтожен. 
16 сентября 1944 года во время очередного вылета на аэрофотосъёмку военно-морской базы Либава (ныне Лиепая) его самолёт был атакован 6-ю истребителями противника и сбит. Лётчик погиб.
Указом Президиума Верховного Совета СССР от 5 ноября 1944 года «за образцовое выполнение боевых заданий Командования на фронте борьбы с немецкими захватчиками и проявленные при этом отвагу и геройство», лейтенанту Чаговцу Григорию Ивановичу присвоено звание Героя Советского Союза (посмертно).

## Награды
- Герой Советского Союза (5.11.1944)
- Орден Ленина (5.11.1944)
- Три ордена Красного Знамени (3.11.1943, 17.02.1944, 7.08.1944)
- Медаль «За оборону Ленинграда» (1943)

## Память
- Имя увековечено на Мемориалах погибшим лётчикам-балтийцам в годы Великой Отечественной войны в городах Калининград и Лиепая.
- Его именем названы улицы села Новоалександровка в Украине и слобода Анно-Ребриковская Чертковского района Ростовской области[3].